# Mars 1885

## Événements

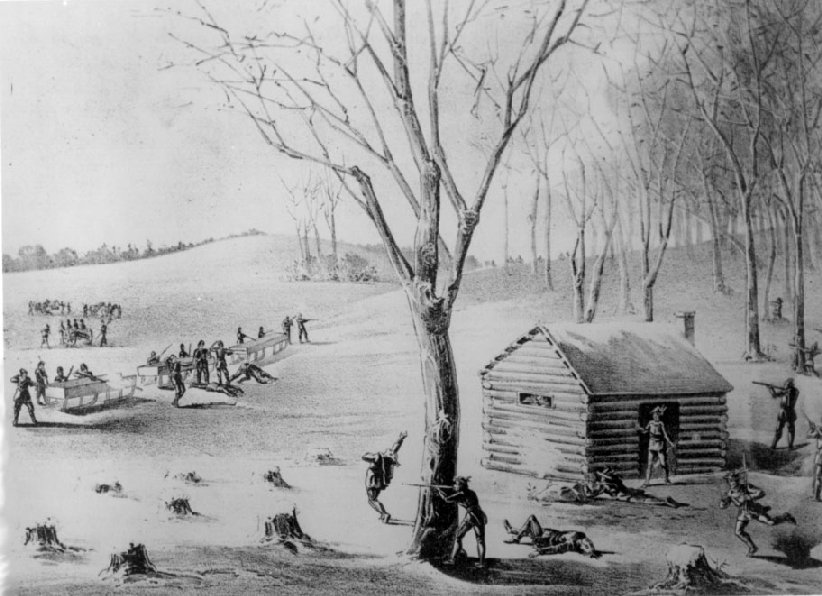
Bataille de Duck Lake

- 4 mars : début de la présidence démocrate de Grover Cleveland aux États-Unis (fin en 1889).

- 19 mars, Canada : Louis Riel organise un gouvernement provisoire et une force militaire pour plier les autorités fédérales aux concessions demandées en 1884. Il forme une alliance avec les Indiens. Les colons blancs et les métis anglais refusent de rompre avec les autorités fédérales. Le clergé dénonce l’insurrection.

- 26 mars :
  - traité de protectorat entre le commandant de la colonie d'Obock Lagarde et les chefs Issas. Des compagnies françaises s’installent à Djibouti et à Tadjourah.
  - Canada : bataille de Duck Lake, Rébellion du Nord-Ouest. Début de la Rébellion du Nord-Ouest en Saskatchewan. Après quelques succès, les métis sont écrasés par les forces du général Middleton.

- 28 mars : abandon de Lạng Sơn, prise en février, par les Français.

- 30 mars :
  - France : réaction anticolonialiste à la suite de l'incident de Lang Son au Tonkin, qui provoque la chute de Jules Ferry[1].
  - Afghanistan : occupation de Pendjeh par les Russes qui infligent une défaite cuisante aux Afghans à Ak Tepe. L’événement provoque une grave crise entre la Russie et le Royaume-Uni.

- 31 mars : le Betchouanaland (Botswana) devient protectorat britannique (fin en 1966).

## Naissances
- 3 mars : André Barbier, homme politique français († 7 avril 1962).
- 5 mars : Aubin Eyraud, ingénieur et mathématicien français.
- 10 mars : Pierre-Jules Boulanger, inventeur de la Citroën 2CV († 11 novembre 1950).
- 16 mars : Maurice Loutreuil, peintre français († 21 janvier 1925).
- 18 mars : Robert Emmett O'Connor, acteur américain († 4 septembre 1962).
- 23 mars : Louis Even, religieux et militant pour le crédit social.
- 28 mars : Marc Delmas, compositeur français († 30 novembre 1931).
- 29 mars : Robert Kern, réalisateur américain († 30 mai 1972).
- 30 mars : Noël Nouet, poète, peintre et dessinateur français († 2 octobre 1969).

## Décès
- 14 mars : Friedrich Theodor von Frerichs, pathologiste allemand (° 24 mars 1819).